# Andresia parthenopea
Andresia parthenopea is een zeeanemonensoort uit de familie Andresiidae.
Andresia parthenopea is voor het eerst wetenschappelijk beschreven door Andrès in 1883.